# 야훼
야훼(히브리어: יהוה, 영어: Yahweh)는 고대 레반트의 날씨와 전쟁의 남신이며, 유다와 이스라엘 왕국의 민족신이자 다신교적 이스라엘 종교 판테온의 주신이었다. 이 신의 지리적 기원에 대한 명확한 합의는 없지만, 학자들은 일반적으로 야훼가 세일, 에돔, 바란 사막, 그리고 테만과 관련되어 있으며, 나중에는 가나안과도 관련되었다고 본다. 이 신에 대한 숭배는 적어도 철기 시대 초기로 거슬러 올라가며, 어쩌면 그보다 더 이전인 청동기 시대 말기로 거슬러 올라갈 가능성이 높다.
가장 오래된 성경 본문에서 야훼는 날씨와 전쟁의 신에게 일반적으로 부여되는 속성을 지녔는데, 이스라엘 땅에 풍요를 주고 이스라엘 민족의 적들에 맞서 천상의 군대를 이끌었다. 초기 이스라엘인들은 고대 셈족 종교 전반에 걸쳐 흔히 행해지던 다신교적 관습에 참여했는데, 이는 이스라엘 종교가 가나안 종교의 파생물이었고 엘, 아세라, 그리고 바알을 포함한 다양한 신들을 포함했기 때문이다. 처음에는 가나안 판테온에서 하위 신이었던 야훼는 후세에 엘과 융합되었다. 야훼는 이스라엘 종교 판테온의 우두머리로서 엘의 자리를 차지했고, 엘의 배우자 아세라도 흡수되었으며, 엘과 관련된 엘 샤다이(אֵל שַׁדַּי‎)와 같은 칭호들은 야훼에게만 적용되게 되었다. 아세라와 바알과 같은 다른 신들의 특징도 야훼에 대한 개념에 선택적으로 흡수되었다.
이스라엘의 야훼교가 결국 유대교와 사마리아교로 발전하고, 궁극적으로 다신교에서 일신교로 전환되면서, 다른 신들의 존재는 전면적으로 부정되었고, 야훼는 창조신이자 숭배할 가치가 있는 유일한 신으로 선포되었다. 제2성전기 동안, 유대인들은 야훼라는 이름 대신 주로 다른 히브리어 단어, 즉 ăḏōnāy (אֲדֹנָי‬‎, lit. '나의 주님들')를 사용하기 시작했다. 유대-로마 전쟁 시점, 즉 기원후 70년 로마의 예루살렘 포위 공격과 이에 따른 제2성전 파괴 이후에는 신의 이름의 원래 발음이 완전히 잊혀졌다.
또한 야훼는 고대 이집트의 아람어로 된 앰허스트 파피루스 63에 언급되어 있으며, 기원후 1세기부터 5세기까지 거슬러 올라가는 로마 이집트의 유대인 또는 유대교의 영향을 받은 고대 그리스어로 된 그리스 마법 파피루스에도 언급되어 있다.

## 이름
이 신의 이름은 고대 히브리 문자로 𐤉𐤄𐤅𐤄 (블록 서체로 יהוה‎)로 쓰였으며, 'YHWH'로 음역되었다. 현대 학계는 이를 '야훼'로 전사하는 것에 합의했다. 축약형인 '예호-', '야후-', '야-' 및 '요-'는 인명나 '할렐루야!'와 같은 구절에 나타난다. 이름의 신성함과 '이름을 '헛되이' 부르지 말라'라는 계명은 그 용어를 말하거나 쓰는 것을 점점 더 엄격하게 금지하게 했다. 랍비 문헌에 따르면, 제2성전기에는 대제사장이 속죄일에 일년에 한 번만 하나님의 이름을 공식적으로 발음했다. 기원후 70년 예루살렘의 파괴 이후, 그 이름의 원래 발음은 완전히 잊혀갔다.

## 역사

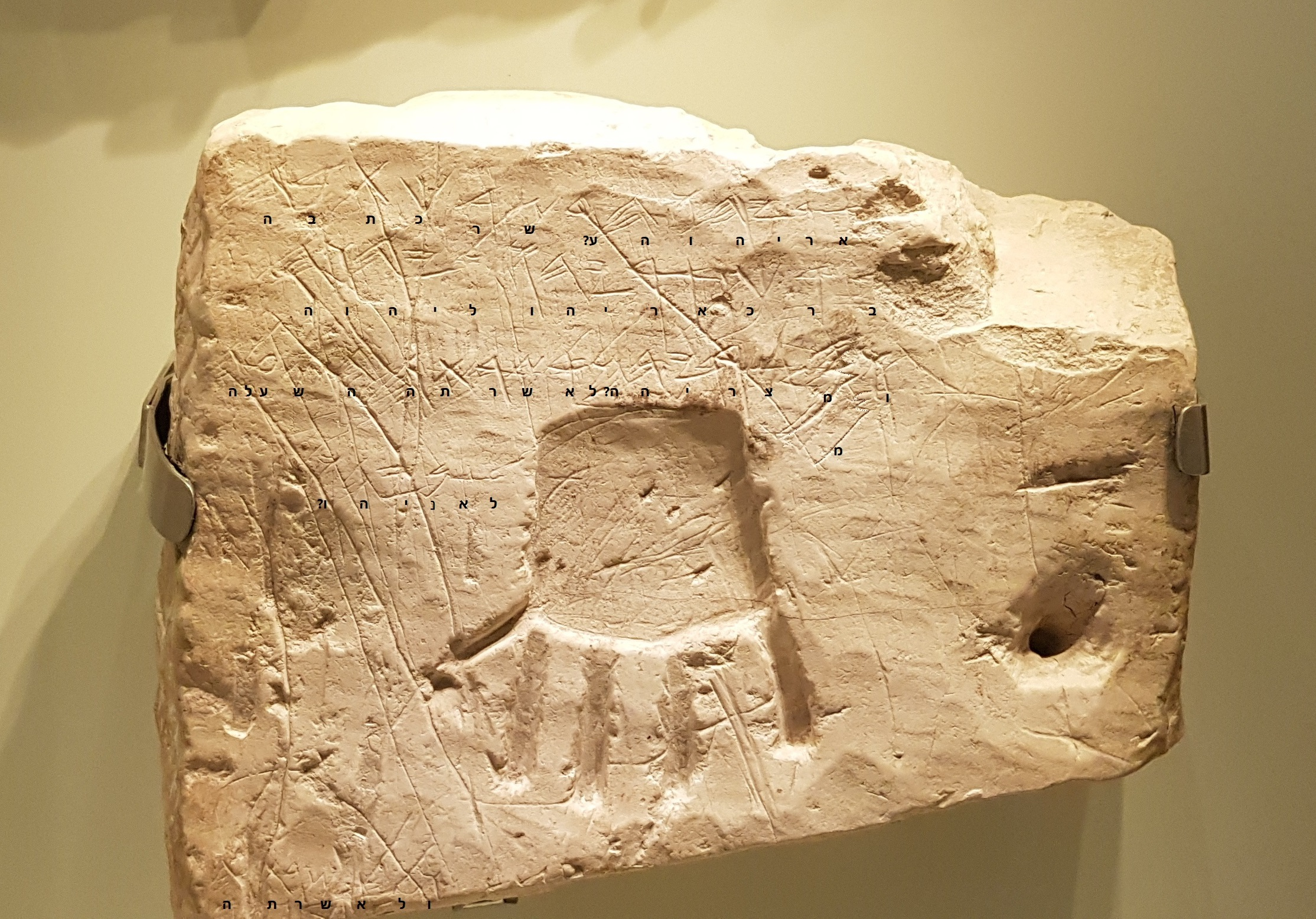
우리야후 명문, 키르벳 엘-콤, 기원전 8세기, "야훼께서 우리야후에게 복을 주시기를"

### 시기
필립 킹과 로렌스 스테이거는 야훼의 역사를 다음 시기로 나눈다.
- 청동기 시대 후기: 기원전 1550–1200년
- 철기 시대 I: 기원전 1200–1000년
- 철기 시대 II: 기원전 1000–586년
- 신바빌로니아: 기원전 586–539년
- 페르시아: 기원전 539–332년[22]

자주 사용되는 다른 학술 용어로는 기원전 957년 성전 건축부터 기원전 586년 파괴까지의 제1성전기, 기원전 586년부터 539년까지의 유수기(위의 신바빌로니아기와 동일), 그 이후의 후유수기 시대, 그리고 기원전 515년 성전 재건부터 기원후 70년 파괴까지의 제2성전기가 있다.

### 청동기 시대 후기 기원 (기원전 1550–1200년)
이 신의 기원에 대해서는 거의 합의가 없다. 야훼는 이스라엘 민족 외에는 다른 곳에서 발견되지 않으며, 그 어원에 대한 합의도 없다. 출애굽기 3:14에 제시된 설명인 '나는 나다'는 원래 의미가 잊혀진 시기에 발명된 후기 신학적 주석으로 보이지만, 일부 학자들은 이에 이의를 제기한다. 루이스는 이 이름을 아모리트어 요소 yahwi- (ia-wi)와 연결하는데, 이는 마리 문서의 인명에서 발견되며, '생명을 가져오다'/'존재하게 하다'를 의미한다 (예: 야흐위-다간 = "다곤이 존재하게 한다"). 이는 일반적으로 아카드어 ibašši-DN의 의미론적 등가물로 표시된다. 그러나 프랭크 무어 크로스는 아모리트어 동사 형태가 "야훼"라는 이름의 동사 어근을 재구성하려는 시도에서만 중요하며, 야흐위-를 신의 칭호로 해석하려는 시도에는 "강력하게" 반대해야 한다고 강조했다. 또한 J. 필립 하이아트(J. Philip Hyatt)는 yahwi-가 우주보다는 갓 태어난 아이의 생명을 창조하고 유지하는 신을 의미할 가능성이 더 높다고 본다. 이러한 신 개념은 고대 근동인들 사이에서 더 인기가 있었지만, 결국 이스라엘인들은 yahwi-와 인간 조상과의 연관성을 제거하고 다른 요소들(예: Yahweh ṣəḇāʾōṯ)과 결합했다. 힐렐 벤-사손(Hillel Ben-Sasson)은 아모리인들이 신을 위해 야흐위-를 사용했다는 증거가 불충분하다고 주장하지만, 그는 이것이 다른 신명(神名) 이름들을 반영하며 야흐위-, 또는 더 정확히는 야위(yawi)가 파알(pa'al) 동사 hwy에서 파생되었는데, 이는 "그가 있을 것이다"를 의미한다고 주장한다.
한 학설은 "야훼"가 '군대를 창조하는 엘'이라는 ˀel ḏū yahwī ṣabaˀôt의 축약형에서 유래했다는 것인데, 크로스는 이를 엘의 종교적 이름 중 하나로 보았다. 그러나 이 구절은 성경 내외에서 어디에서도 증명되지 않았으며, 두 신은 어쨌든 엘은 연로하고 부성적이며 야훼의 폭풍 및 전투와의 연관성이 없다는 점에서 상당히 다르다. 위의 문제들이 해결되더라도, 야훼는 일반적으로 비원인론적 어원을 가진 것으로 합의되어 있다. 그렇지 않으면 YHWH는 YHYH로 번역될 것이기 때문이다. 또한 이스라엘인들이 왜 이 칭호를 축약하려고 했을까 하는 의문이 제기된다. 한 가지 가능한 이유는 모든 종교에서 종교적 현대주의와 보수주의의 공존이 일반적이라는 점을 들 수 있다.
야훼의 이름이 가장 오래된 것으로 추정되는 기록은 아멘호테프 3세 (기원전 1390–1352년) 시대의 비문에 있는 이집트어 데모님인 tꜣ šꜣsw Yhwꜣ, 즉 '샤수의 땅 [에 있는] YHWA'(이집트어: 틀:Script/Egyp Yhwꜣ)이다. 샤수족은 아라비아 북부의 미디안과 에돔 출신 유목민이었다. 비록 지명 yhwꜣ와 신명(神名) YHWH 사이에 관계가 존재하는지 여부는 아직 불확실하지만, 지배적인 견해는 야훼가 세일, 에돔, 바란 사막 및 테만과 관련된 남부 지역 출신이라는 것이다. 이 견해에 대한 상당한 지지가 있지만 보편적이지는 않으며, 야훼가 어떻게 북쪽으로 전파되었는지에 대한 의문을 제기한다. 많은 학자들이 그럴듯하다고 여기는 한 가지 답은 겐족 가설인데, 이는 상인들이 이집트와 가나안 사이의 대상 길을 따라 야훼를 이스라엘로 데려왔다고 본다. 이는 가나안에 야훼가 부재한 점, 성경 이야기에서 에돔 및 미디안과의 연관성, 그리고 모세의 겐족 또는 미디안족과의 관계 등 다양한 자료들을 연결하지만, 주요 약점은 대다수 이스라엘인들이 팔레스타인에 확고히 뿌리내렸던 반면, 모세의 역사적 역할은 문제가 있다는 것이다. 따라서 겐족 가설이 유지되려면, 이스라엘인들이 이스라엘 내에서 그리고 이스라엘의 초기 정치 지도자들과의 연관성을 통해 야훼(와 미디안족/겐족)를 만났다고 가정해야 한다. 크리스티안 프레벨(Christian Frevel)은 야훼의 남부 기원을 시사하는 것으로 알려진 비문들(예: "테만의 야훼")이 단지 후대에 그곳에 야훼가 존재했음을 나타낼 뿐이며, 테만은 유다를 포함한 모든 남부 지역을 지칭할 수 있다고 주장한다.
대안으로, 일부 학자들은 YHWH 숭배가 이스라엘 왕국의 토착 문화에 뿌리를 두고 있었고 오므리 왕조에 의해 유다 왕국에서 장려되었다고 주장한다. 프레벨은 하사엘의 이스라엘 왕국 정복이 두 왕국에게 협력하도록 강제했으며, 이로 인해 유다 평민들 사이에 YHWH 숭배가 확산되었다고 제안한다. 이전에는 YHWH가 유다 국가의 수호신으로 여겨졌다.

### 초기 철기 시대 (기원전 1200–1000년)

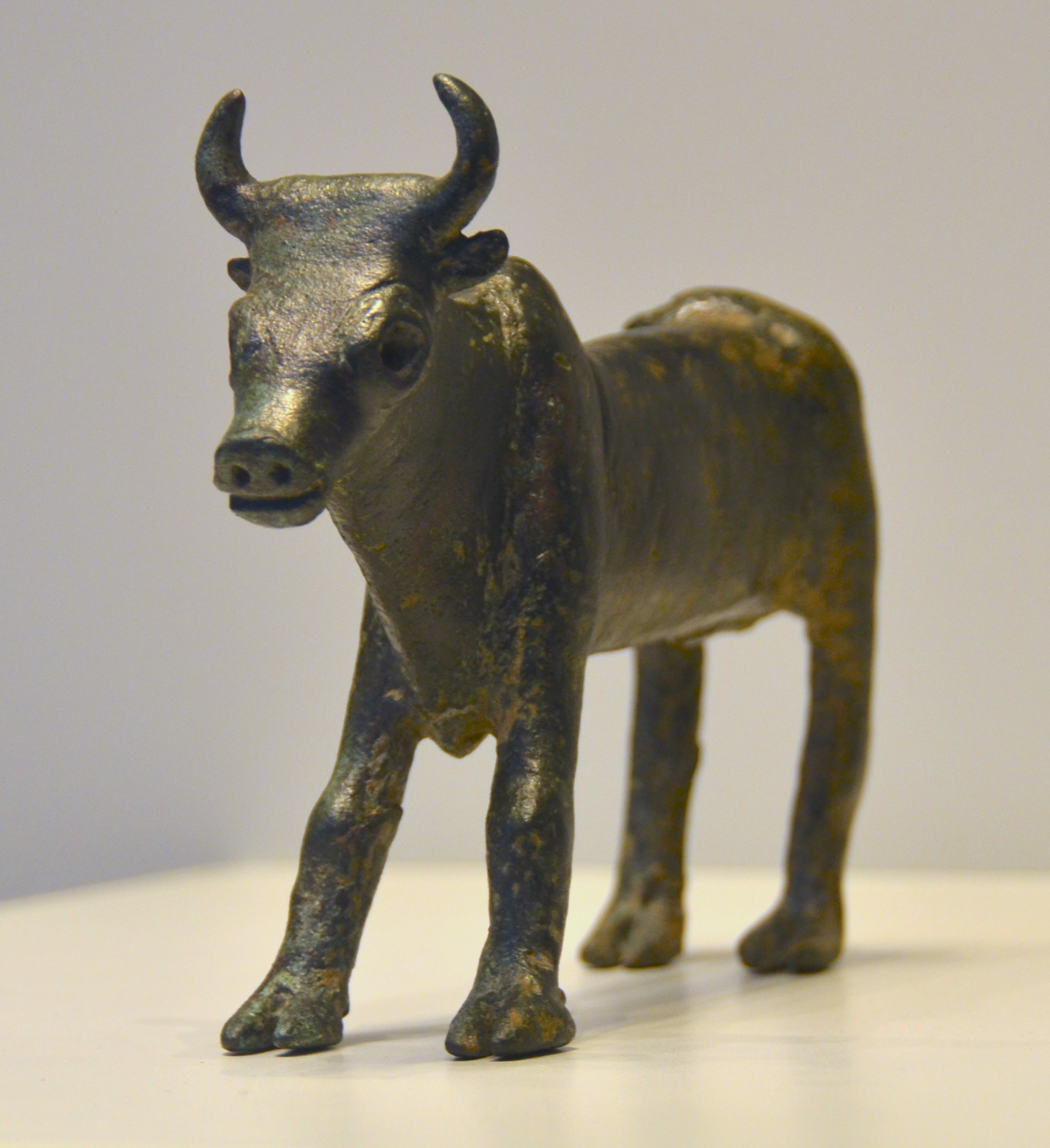
쿰틸렛 아즈루드에서 발견된 항아리 그림, "사마리아의 야훼와 그의 아세라" 비문 아래 (기원전 약 800년)

초기 철기 시대에는 가나안인과 이스라엘인 사이에 언어나 물질문화의 구별이 없었다는 것이 현대의 일치된 견해이다. 학자들은 accordingly, 이스라엘 문화를 가나안 문화의 한 부분으로 정의한다. 이 관점에서 이스라엘 종교는 판테온의 지배자인 엘, 그의 배우자인 아세라, 그리고 바알과 같은 가나안 신들을 포함했다.
가장 초기의 성경 문헌에서 야훼는 고대 근동 신화에 흔히 나타나는 폭풍의 신의 특징을 지니고 있으며, 에돔이나 시나이 사막에서 별과 행성으로 이루어진 천상의 군대를 이끌고 나와 백성 이스라엘의 적들과 싸웠다.
야훼여, 주께서 세일에서 나오실 때,

    주께서 에돔 벌판에서 행진하실 때,

땅이 떨고 하늘도 떨어졌으며,

    참으로 구름이 물을 쏟아냈습니다.

산들이 야훼 앞에서 흔들렸고,

    이스라엘의 하나님 야훼 앞에서 시내산마저 흔들렸습니다.

...

하늘에서 별들이 싸웠고,

    그들의 궤도에서 그들은 시스라와 싸웠습니다.— 판관기 5:4–5, 20, WEB 세계 영어 성경, 드보라의 노래

또는 폭풍 신의 이미지는 바알에서 유래했을 수도 있다.:78
겐족 가설의 관점에서 볼 때, 에돔 신 코스가 별개의 신이 아니라 야훼와 동일한 신이었으며, 그 이름은 야훼의 칭호였다는 주장도 제기되었다. 공통된 영토적 기원 외에도 야훼교와 코스에 대한 에돔교 사이에 다양한 공통된 특징들이 공유된 연결고리를 시사한다. 예를 들어, 에돔인 도엑은 야훼를 숭배하는 데 아무 문제가 없는 것으로 묘사되며, 유대교 성소에서 편안하게 지내는 모습이 보인다.
암몬인들의 주신인 밀콤과 모압인들의 그모스와 달리, 타나크는 에돔의 코스를 명시적으로 명명하는 것을 삼가한다. 일부 학자들은 이러한 주목할 만한 생략이 야훼와 코스 사이의 유사성 수준이 후자를 거부하기 어렵게 만들었을 것이라는 가정으로 설명했다. 다른 학자들은 야훼와 코스가 처음부터 다른 신들이었으며, 제2성전기 동안 유대인과 에돔인 사이의 긴장이 성경에서 코스에 대한 언급이 생략된 이유일 수 있다고 주장한다.

### 철기 시대 후기 (기원전 1000–586년)

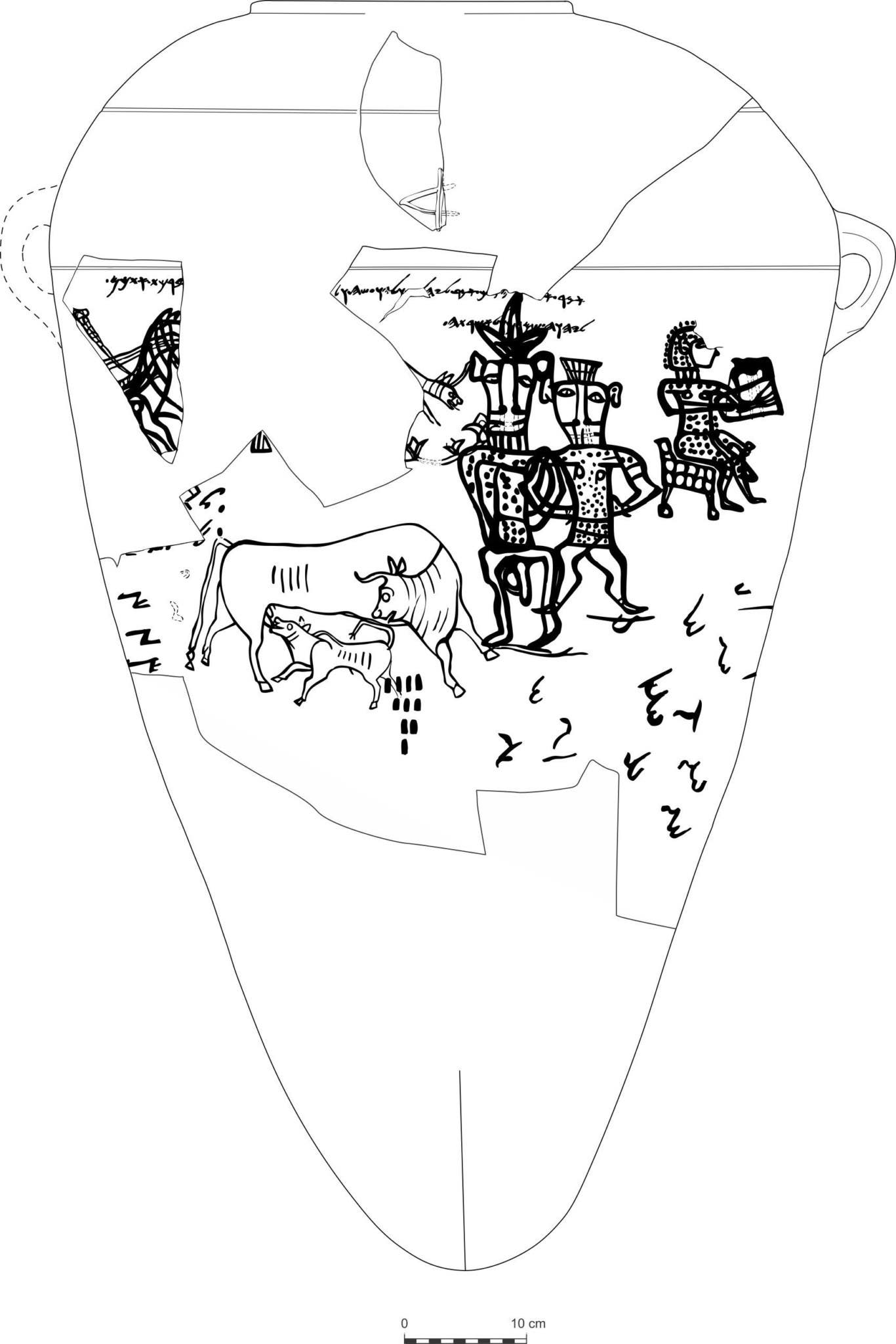
쿰틸렛 아즈루드에서 발견된 항아리 그림, "사마리아의 야훼와 그의 아세라" 비문 아래 (기원전 약 800년)

철기 시대 후기에는 특정 민족신과 관련된 국민 국가가 출현했다. 그모스는 모압인들의 신이었고, 밀콤은 암몬인들의 신이었으며, 코스는 에돔인들의 신이었고, 야훼는 이스라엘인들의 신이었다. 각 왕국에서 왕은 또한 민족 종교의 수장이었으며 따라서 민족신의 지상 부왕이었다. 야훼는 기원전 10세기에 출현한 이스라엘 왕국과 아마도 한 세기 후에 출현했을 유다 왕국 모두에서 민족신의 역할을 수행했다. (성경 어디에서도 "유다의 신"은 언급되지 않는다.)
따라서 원래의 판테온에는 여러 계층의 신들이 있었다. 맨 위에는 엘과 아세라가 있었고, 그 다음에는 그들의 자녀들인 신성한 의회가 있었으며, 그 다음에는 상인과 장인 신들이 있었고, 마지막으로 하급 신들 또는 전령 신들이 있었다. 신명기 32:8–9에서 야훼는 원래 엘의 아들 중 한 명으로 묘사되었지만, 나중에 본문 개정을 통해 이것이 제거되었다고 주장되었다.
지극히 높으신 분이 민족들에게 상속을 주실 때,

 그가 인류를 나누실 때,

그는 백성들의 경계를 정하셨으니,

 하늘의 회의의 수에 따라.

주의 몫은 그의 백성이고,

 야곱은 그의 특별한 소유이다.— 신명기  32:8–9, 새 영어 번역, 모세의 노래

그러나 어느 시점에서 두 번째 계층이 붕괴되었고, 야훼는 판테온의 원래 우두머리였던 엘과 융합되었다. 나머지 신들은 천사가 되었다. 아합의 통치 기간 동안, 특히 이세벨과의 결혼 이후, 바알은 잠시 야훼를 대신하여 이스라엘의 민족신이 되었을 수도 있다 (유다에서는 아님).
기원전 9세기에는 엘리야와 엘리사 선지자들과 관련된 바알 숭배의 거부 조짐이 있었다. 그리하여 야훼 종교는 가나안 유산으로부터 스스로를 분리하기 시작했다. 이 과정은 기원전 800년부터 500년까지 아세라 목상, 태양 숭배 및 산당에서의 숭배, 죽은 자와 관련된 관습 및 옛 종교의 다른 측면들을 법적으로, 예언적으로 비난하면서 계속되었다. 바알, 엘, 아세라의 특징들은 야훼에게 흡수되었고, 엘 샤다이와 같은 칭호들은 야훼에게만 적용되게 되었다.
이러한 분위기 속에서 야훼만을 숭배해야 한다고 믿는 자들과 더 큰 신들 그룹 내에서 야훼를 숭배하는 자들 사이에 갈등이 생겨났다. 야훼만을 숭배하는 파티, 즉 예언자들과 신명기 학자들의 파티가 궁극적으로 승리했고, 그들의 승리는 "다른 신들을 따르는" 시기와 야훼에 대한 충실성의 시기 사이에서 흔들리는 이스라엘에 대한 성경적 서사 뒤에 있다.
일부 학자들은 광범위한 일신교의 시작을 기원전 8세기로 보고, 이를 신아시리아 제국의 침략에 대한 반응으로 본다. 엔 게디에서 발견된 기원전 700년경으로 추정되는 비문에는 야훼가 "민족들"의 주님으로 묘사되어 있으며, 락히스 근처 키르벳 베이트 레이에서 발견된 다른 동시대 문서들에서는 예루살렘과 아마도 유다의 통치자로 언급되어 있다.

### 유일신 숭배 운동 (기원전 9세기–1세기)
야훼교도들 사이에서 가장 초기 일신교 운동은 엘리야와 호세아 시대인 기원전 9세기에서 8세기에 나타난다. "땅의 주"(adon)의 역할로 승격함으로써, 그는 또한 바알과 엘과 같은 이전 신들의 기능을 흡수한다. 그러나 야훼에 대한 이러한 묘사는 요시아 치세에만 미미한 영향을 미쳤고, 유수기와 후유수기까지 지속되지는 못했다. 오직 포로기 이후와 예언서에서, 그리고 조로아스터교의 영향 아래서 야훼는 멀리 떨어져 있고 더 자비로운 최고 신이 된다. 그리고 나서야 이전에는 가나안의 최고 신을 지칭하던 엘로힘이라는 용어가 야훼의 대체 명칭이 된다. 전 판테온에 대한 이러한 재고는 당시 페르시아 신념의 일신교 개념에서 비롯된 것이며, 이는 학자들 사이에서 일반적으로 합의된 사항이다.
바빌론 유수의 국가적 위기 속에서 야훼는 유일신으로 묘사되며, 이전의 모든 남신과 여신의 속성을 흡수한다. 야훼가 최고신이라는 개념은 기원전 6세기 제2이사야서에 묘사되어 있다. 저자의 야훼에 대한 찬양은 이스라엘이 네부카드네자르 2세의 신들에 대항하여 자신들의 역사적 신들에게 다시 신뢰를 얻도록 동기를 부여받았기 때문이다. 네부카드네자르 2세는 마르두크와 나부에 기반하여 통치했다. 이러한 전환은 점진적이었으며 제1성전기 동안 완전히 이루어지지는 않았다. 적어도 일부 유대인들은 기원전 5세기 동안 야훼와 아나트를 아세라와 엘과는 다른 신으로 숭배했던 것으로 보인다.
헬레니즘의 영향 아래 야훼교 신앙은 더욱 배타적이게 되었다. 이러한 신앙은 하위 신들의 존재나 신들의 발현 개념을 배제하고 야훼를 추상적인 단일 신으로 여겼다. 헬레니즘 시대에, 이집트 디아스포라의 유대인들은 히브리 성경을 그리스어로 번역했다. 히브리 성경의 그리스어 번역은 야훼와 adonai라는 두 이름 모두를 '주'를 의미하는 키리오스(κύριος)로 번역한다. 유대 전통은 적어도 일년에 한 번, 속죄일에 대제사장들이 성전에서 야훼의 이름을 기념했다. 그러나 제2성전 파괴 이후 야훼의 이름은 더 이상 사용되지 않았다.
요한묵시록은 헬레니즘의 영향을 받아 창세기 이야기를 재해석하고, 하와가 얄다바오트와 성교하여 아벨과 카인이라는 두 아들을 낳았다고 주장하는데, 이들은 각각 엘로힘과 야훼로 동일시된다. 전자는 의롭고 후자는 불의하다고 한다. 후자는 형제를 살해하고 아버지에게 타락하여 세상에 질투와 죽음을 가져온다.

## 숭배

### 축제와 희생
야훼 숭배의 중심은 시골 생활의 주요 사건들과 일치하는 세 가지 큰 연례 축제에 있었다: 유월절은 양의 탄생과, 칠칠절은 곡류 수확과, 초막절은 과일 수확과 일치했다. 이러한 축제들은 아마도 야훼 종교가 도래하기 이전에 존재했을 것이지만, 이스라엘의 민족 신화 속 사건들과 연결되었다: 유월절은 이집트로부터의 출애굽과, 칠칠절은 시내산에서의 율법 수여와, 초막절은 황무지 방랑과 연결되었다. 따라서 이 축제들은 야훼가 이스라엘을 구원하고 이스라엘이 그의 거룩한 백성이라는 사실을 기념했지만, 이전의 농경적 의미가 완전히 사라진 것은 아니었다. 그의 숭배는 아마도 희생을 포함했을 것이지만, 많은 학자들은 순수와 속죄에 중점을 둔 레위기 1-16장의 상세한 의례들이 바빌론 유수 이후에야 도입되었으며, 실제로는 어떤 가족의 가장이라도 필요에 따라 희생을 드릴 수 있었다고 결론 내렸다. 많은 학자들은 또한 지하 세계의 신 몰렉에게든 야훼 자신에게든 유아 희생이 기원전 7세기 후반 요시아 왕의 개혁 이전까지 이스라엘/유다 종교의 일부였다고 결론 내렸다. 희생은 아마도 시편의 노래나 낭송으로 보완되었을 것이지만, 다시 말하지만 세부 사항은 부족하다. 기도는 공식적인 숭배에서 거의 역할을 하지 않았다.

### 성전

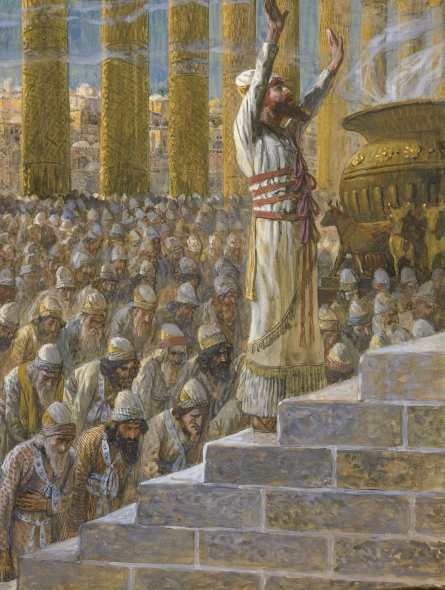
솔로몬이 예루살렘 성전을 봉헌하다 (제임스 티소 또는 추종자, c. 1896–1902년 그림).

히브리어 성경은 예루살렘 성전이 항상 야훼의 중심 또는 유일한 성전이었던 것처럼 인상을 주지만, 실제로는 그렇지 않았다. 가장 오래된 것으로 알려진 이스라엘 예배 장소는 기원전 12세기 사마리아 언덕에 있는 야외 제단으로, 가나안의 황소-엘(황소 형태의 엘)을 연상시키는 청동 황소상이 있었고, 추가적인 성전들의 고고학적 유적은 이스라엘 북부 국경의 단, 네게브의 아랏과 유다 영토의 브엘세바에서 발견되었다. 실로, 벧엘, 길갈, 미스바, 라마 그리고 단도 축제, 희생, 서원, 개인 의식, 그리고 법적 분쟁의 판결을 위한 주요 장소였다.

### 묘사
야훼 묘사 금지는 후대 사상으로, 신명기 본문 시대쯤에 들어왔다. 그러한 비형상주의에 대한 보편적으로 받아들여지는 설명은 없으며, 많은 학자들은 히즈키야와 요시아의 개혁 이전, 즉 왕정 시대 후기에 야훼가 실제로 묘사되었다고 주장한다. 한 연구를 인용하자면, "[초기 비형상주의는], 사실상 또는 다른 어떤 방식이든, 순전히 유수기 이후 상상력의 투영이다." 다른 학자들은 바빌론 유수 이전 시대에 야훼에 대한 인간형 묘사의 확실한 증거가 없다고 주장한다.

## 그리스-로마 혼합주의
야훼는 기원전 2세기부터 기원후 5세기까지의 그리스-로마 마법 문서, 특히 그리스 마법 파피루스에서 이아오, 아도나이, 사바오트, 그리고 엘로아이라는 이름으로 자주 언급된다. 이 문서들에서 그는 종종 전통적인 그리스-로마 신들과 이집트 신들과 함께 언급된다. 미카엘, 가브리엘, 라파엘, 우리엘과 같은 대천사들과 아브라함, 야곱, 모세와 같은 유대인 문화 영웅들도 자주 언급된다. 야훼의 이름이 자주 나타나는 것은 그리스와 로마의 민간 마술사들이 명망 있는 외국 신을 불러내어 주문을 더 강력하게 만들려고 했기 때문일 가능성이 크다.
폼페이우스가 유대 정복 성공을 기념하기 위해 발행한 동전에는 무릎을 꿇고 나뭇가지(복종의 흔한 로마 상징)를 잡고 있는 수염 난 인물이 그려져 있으며, Bacchivs Ivdaevs라는 부제가 붙어 있는데, 이는 "유대 바쿠스" 또는 "유대인 바쿠스"로 번역될 수 있다. 이 인물은 야훼를 디오니소스의 지역적 변종으로 묘사한 것으로 해석된다. 그러나 그러한 도상학으로 주조된 동전은 일반적으로 복속된 민족의 신이 아닌 복속된 사람들을 묘사했기 때문에, 일부 학자들은 이 동전이 단순히 폼페이우스의 군사 작전에 의해 전복된 하스몬 왕 아리스토불로스 2세로 때때로 식별되는 "바키우스"라는 이름을 가진 유대인의 항복을 묘사한다고 가정했다.
어쨌든 타키투스, 요안니스 리도스, 코르넬리우스 라베오, 그리고 마르쿠스 테렌티우스 바로는 유사하게 야훼를 바쿠스-디오니소스와 동일시한다. 유대인들 스스로도 킬릭스, 암포라, 아이비 잎, 포도송이 등 디오니소스와 연관된 상징들을 자주 사용했는데, 이러한 유사성을 플루타르코스는 유대인들이 바쿠스-디오니소스의 하위 위격 형태를 숭배했다고 주장하는 데 사용했다. 그의 향연록에서 플루타르코스는 유대인들이 "에우오이"와 "사비"라는 외침으로 자신들의 신을 환호하는데, 이는 디오니소스 숭배와 관련된 구절들이라고 덧붙인다. 숀 M. 맥도너에 따르면, 그리스어 화자들은 사바스, 알렐루야, 또는 심지어 야훼 이름 자체의 변형과 같은 아람어 단어들을 디오니소스와 관련된 더 친숙한 용어들과 혼동했을 수 있다.
다른 로마 작가들, 예를 들어 유베날리스, 페트로니우스, 플로루스는 야훼를 카이엘루스 신과 동일시했다.

## 같이 보기
- 어셈블리스 오브 야훼
- 역사적 성경해석
- 여호와
- 기독교에서의 신의 이름들
- 유대교의 신의 이름
- 거룩한 이름 운동
- 신현
- 수호신

### 설명주
1. ↑  초기 야훼교에서는 아세라를 야훼의 부인으로 숭배하였으나, 유대교 시대에는 야훼를 유일신으로 간주하여 그녀를 악마로 격하시켰다.
2. ↑  이러한 운동들은 일신론이라기보다는 유일신 숭배로 묘사되는데, 야훼 외에 다른 신들의 존재를 인정했지만, 야훼만을 숭배할 것을 주장했기 때문이다.[77]

### 참조주
1. ↑  Trotter 2002.
2. ↑  Stavrakopoulou 2021.
3. 1 2  Miller & Hayes 1986, 110쪽.
4. 1 2  Sommer 2009, 145쪽.
5. ↑  Niehr 1995, 54-55, 59쪽.
6. 1 2  Fleming 2020, 3쪽.
7. 1 2  Smith 2017, 42쪽.
8. ↑  Miller 2000, 1쪽.
9. ↑  Hackett 2001, 158–59쪽.
10. ↑  Smith 2002, 7쪽.
11. ↑  Smith 2002, 32쪽.
12. ↑  Smith 2002, 8, 32–34쪽.
13. ↑  Smith 2001, 47, 142쪽.
14. ↑  Smith 2002, 8, 135쪽.
15. 1 2  Smith 2017, 38쪽.
16. ↑  Cornell 2021, 20쪽.
17. 1 2 3  Leech 2002, 60쪽.
18. 1 2 3  Smith & Cohen 1996b, 242–256쪽.
19. ↑  Alter 2018: "The strong consensus of biblical scholarship is that the original pronunciation of the name YHWH ... was Yahweh."
20. ↑  Preuss 2008, 823쪽.
21. ↑  Elior 2006, 779쪽: "... the pronunciation of the Ineffable Name was one of the climaxes of the Sacred Service: it was entrusted exclusively to the High Priest once a year on the Day of Atonement in the Holy of Holies."
22. ↑  King & Stager 2001, xxiii쪽.
23. ↑  Exodus 3:14
24. ↑  Parke-Taylor 1975, 51쪽.
25. ↑  Lewis 2020, 214쪽.
26. ↑  Miller II 2021, 18쪽.
27. ↑  Kitz 2019, 42, 57쪽.
28. ↑  Lewis 2020, 211, 215쪽.
29. ↑  Cross 1973, 61–63쪽.
30. ↑  Fleming 2020, 176쪽: "There has been one key objection, by Michael Streck, who reevaluated Amorite personal names as a whole in 2000 and as part of this work published the separate conclusion (1999) that all the Ya-wi- and Ya-aḫ-wi- elements in these names must be understood to reflect the same root ḥwy, "to live"....If Streck is correct that these are all forms of the verb "to live", then the Amorite personal names must be set aside as useful to any interpretation of the name [Yahweh]." But see Fleming 2020b, 425쪽: "While the identification of the verbal root in the Amorite names with and without the -ḫ- remains impossible to prove with certainty, the parallels with contemporary Old Babylonian Ibašši-DN and the later second-millennium parallels from the verb kwn show the viability of a West Semitic root hwy, "to be, be evident", for at least some portion of these Amorite names."
31. ↑  Hyatt, J. Philip (1967). 《Was Yahweh Originally a Creator Deity?》. 《Journal of Biblical Literature》 86. 369–377쪽. doi:10.2307/3262791. JSTOR 3262791.
32. ↑  Ben-Sasson 2019, 55–56쪽.
33. ↑  Miller 2000, 2쪽.
34. ↑  Cross 1973, 71쪽.
35. ↑  Day 2002, 13–14쪽.
36. 1 2  Lewis 2020, 222쪽.
37. ↑  Shalomi Hen 2021.
38. ↑  Anderson 2015, 100쪽.
39. ↑  Grabbe 2007, 151쪽.
40. ↑  Shalomi Hen 2021: "Unfortunately, albeit the interesting analogies, the learned discussions, and the broad perspective, the evidence is too scanty to allow any conclusions concerning the exact meaning of the term YHWA/YHA/YH as it appears in Ancient Egyptian records."
41. ↑  Grabbe 2007, 153쪽.
42. ↑  Van der Toorn 1999, 912쪽.
43. ↑  Van der Toorn 1999, 912–913쪽.
44. ↑  Van der Toorn 1995, 247–248쪽.
45. ↑  Van der Toorn 1995, 248쪽.
46. 1 2 3  Frevel, Christian (2021). 《When and from Where did YHWH Emerge? Some Reflections on Early Yahwism in Israel and Judah》. 《Entangled Religions》 12. doi:10.46586/er.12.2021.8776. hdl:2263/84039. ISSN 2363-6696.
47. 1 2  Stahl, Michael J. (2021). 《God's Best 'Frenemy': A New Perspective on YHWH and Baal in Ancient Israel and Judah》. 《Semitica》 63. 45–94쪽. doi:10.2143/SE.63.0.3289896. ISSN 2466-6815.
48. ↑  Smith 2002, 7, 19–31쪽.
49. ↑  Golden 2009, 182쪽.
50. ↑  Smith 2002, 19–31쪽.
51. ↑  Hackett 2001, 158–160쪽.
52. ↑  Anderson 2015, 101쪽.
53. 1 2  Manyanya, Lévi Ngangura (2009). 《La fraternité de Jacob et d'Esaü (Gn 25–36): quel frère aîné pour Jacob?》 (프랑스어). Labor et Fides. 257쪽. ISBN 978-2-8309-1253-1.
54. ↑  E. A. Knauf. (1999). Qos [in] Karel van der Toorn, Bob Becking, Pieter Willem van der Horst [eds.], Dictionary of Deities and Demons in the Bible, pp. 674–677. Wm. B. Eerdmans. p. 677. "This clan or family must have been of Edomite or Idumaean origin."
55. ↑  Elie Assis, Identity in Conflict: The Struggle between Esau and Jacob, Edom and Israel, 펜실베이니아 주립대학교 출판부, 2016 ISBN 978-1-575-06418-5 p.10: "At 1 Kgs 1–8 there is exceptionally no mention of any Edomite gods: 'King Solomon loved many foreign women along with the daughter of the Pharaoh: Moabite, Ammonite, Edomite, Sidonian, and Hittite women. ... For Solomon followed Astarte the goddess of the Sidonians, and Milcom the aboimination of the Ammonites. ... Then Solomon built a high place for Chemosh the abomination of Moab, and for Molech the abomination of the Ammonites, on the mountain east of Jerusalem. He did the same for all his foreign wives, who offered incense and sacrificed to their gods.'"
56. ↑  Dicou 1994, 177쪽.
57. ↑  Tebes 2023.
58. ↑  Seevers, Boyd V.; Korhonen, Rachel (2016). 《Seals in Ancient Israel and the Near East: Their Manufacture, Use, and Apparent Paradox of Pagan Symbolism》. 《Near East Archaeological Society Bulletin》. 1–17쪽.
59. ↑  Schniedewind 2013, 93쪽.
60. 1 2  Hackett 2001, 156쪽.
61. 1 2 3 4  Davies 2010, 112쪽.
62. ↑  Miller 2000, 90쪽.
63. ↑  Geller 2012, unpaginated쪽.
64. 1 2  Hess 2007, 103–104쪽.
65. ↑  Smith 2002, 32–33쪽.
66. ↑  Miller & Hayes 1986, 111쪽.
67. ↑  Anderson 2015, 77쪽.
68. ↑  Smith 2002, 71–72쪽.
69. ↑  Campbell 2001, 221–222쪽.
70. ↑  Smith 2002, 9쪽.
71. ↑  Smith 2002, 8, 33–34, 135쪽.
72. 1 2  Sperling 2017, 254쪽.
73. ↑  Smith 2016, 287쪽.
74. 1 2 3  Albertz 1994, 61쪽.
75. ↑  Hess 2020, 247–248쪽.
76. 1 2 3  Albertz 1994, 89쪽.
77. ↑  McKenzie 1990, 1287쪽.
78. ↑  〈Angels〉. 《The Encyclopedia of Religion》 1. New York: Macmillan. 1986. 283쪽. ISBN 0-02-909700-2.
79. ↑  Edelman, D. V. (Ed.). (1995). The Triumph of Elohim: From Yahwisms to Judaisms (Vol. 13). Peeters Publishers. pp. 22–23
80. ↑  Edelman, D. V. (Ed.). (1995). The Triumph of Elohim: From Yahwisms to Judaisms (Vol. 13). Peeters Publishers. p. 23
81. ↑  Sacchi, Paolo. "The history of the second temple period." (2004): 10
82. ↑  Betz 2000, 917쪽.
83. ↑  Rosenberg 1966, 297쪽.
84. ↑  Albani 2020, 226쪽.
85. ↑  Albani 2020, 226–228쪽.
86. ↑  Taliaferro, Charles; Harrison, Victoria S.; Goetz, Stewart (2012). 《The Routledge Companion to Theism》. Routledge.
87. ↑  Patai, Raphael (1973). 《The God Yahweh-Elohim》. 《American Anthropologist》 75 (American Anthropological Association, Wiley). 1181–1184쪽. doi:10.1525/aa.1973.75.4.02a01740. ISSN 0002-7294. JSTOR 673271.
88. ↑  Sacchi, Paolo. "The history of the second temple period." (2004): 10
89. ↑  Edelman, D. V. (Ed.). (1995). The Triumph of Elohim: From Yahwisms to Judaisms (Vol. 13). Peeters Publishers. p. 23
90. ↑  Edelman, D. V. (Ed.). (1995). The Triumph of Elohim: From Yahwisms to Judaisms (Vol. 13). Peeters Publishers. p. 23
91. ↑  Coogan, Brettler & Newsom 2007, xxvi쪽.
92. 1 2  Leech 2002, 59–60쪽.
93. ↑  Pearson, Birger A. Gnosticism, Judaism, and Egyptian Christianity. Fortress Press, 1990. pp. 100–102
94. ↑  Pearson, Birger A. Gnosticism, Judaism, and Egyptian Christianity. Fortress Press, 1990. pp. 100–102
95. ↑  Gorman 2000, 458쪽.
96. ↑  Davies & Rogerson 2005, 151–152쪽.
97. ↑  Gnuse 1997, 118쪽.
98. ↑  Davies & Rogerson 2005, 158–165쪽.
99. ↑  Cohen 1999, 302쪽.
100. ↑  Dever 2003, 388쪽.
101. ↑  Bennett 2002, 83쪽.
102. ↑  Mettinger 2006, 288–290쪽.
103. ↑  MacDonald 2007, 21, 26–27쪽.
104. ↑  Lewis 2020, 293–297쪽.
105. ↑  Betz 1996, [쪽 번호 필요]쪽.
106. ↑  Arnold 1996, [쪽 번호 필요]쪽.
107. ↑  Scott 2015, 169–172쪽.
108. ↑  Scott 2015, 11, 16, 80, 126쪽.
109. ↑  Levine, Lee I. (1998). 《Judaism and Hellenism in Antiquity: Conflict or Confluence?》. University of Washington Press. 38–60쪽. ISBN 978-0-295-97682-2. JSTOR j.ctvcwnpvs.
110. ↑  Lane, Eugene N. (November 1979). 《Sabazius and the Jews in Valerius Maximus: a Re-examination》. 《The Journal of Roman Studies》 69. 35–38쪽. doi:10.2307/299057. ISSN 1753-528X. JSTOR 299057. S2CID 163401482.
111. ↑  Harlan, Michael (1995). 《Roman Republican Moneyers and Their Coins, 63 B.C.–49 B.C.》. Seaby. 115–118쪽. ISBN 0-7134-7672-9.
112. ↑  McDonough 1999, 88쪽.
113. ↑  Smith & Cohen 1996a, 233쪽.
114. ↑  Plutarch n.d., "Question VI".
115. ↑  McDonough 1999, 89쪽.
116. ↑  Smith & Cohen 1996a, 232–233쪽.
117. ↑  McDonough 1999, 89–90쪽.
118. ↑  Juvenal, Satires 14.97; Peter Schäfer, Judeophobia: Attitudes toward the Jews in the Ancient World (Harvard University Press, 1997), pp. 41, 79–80.
119. ↑  Petronius, frg. 37.2; Schäfer, Judeophobia, pp. 77–78.
120. ↑  Florus, Epitome 1.40 (3.5.30): "The Jews tried to defend Jerusalem; but he [Pompeius Magnus] entered this city also and saw that grand Holy of Holies of an impious people exposed, Caelum under a golden vine" (Hierosolymam defendere temptavere Iudaei; verum haec quoque et intravit et vidit illud grande inpiae gentis arcanum patens, sub aurea vite Caelum). Finbarr Barry Flood, The Great Mosque of Damascus: Studies on the Makings of an Umayyad Visual Culture (Brill, 2001), pp. 81, 83 (note 118). The Oxford Latin Dictionary (Oxford: Clarendon Press, 1982, 1985 reprinting), p. 252, entry on caelum, cites Juvenal, Petronius, and Florus as examples of Caelus or Caelum "with reference to Jehovah; also, to some symbolization of Jehovah."

## 참고 문헌
- Albani, Matthias (2020). 〈Monotheism in Isaiah〉.   Tiemeyer, Lena-Sofia. 《The Oxford Handbook of Isaiah》. Oxford University Press. 219–248쪽. ISBN 978-0-19-066924-9.
- Albertz, Rainer (1994). 《A History of Israelite Religion, Volume I: From the Beginnings to the End of the Monarchy》. Westminster John Knox. ISBN 978-0-664-22719-7.
- Alter, Robert (2018). 《The Hebrew Bible: A Translation with Commentary (Volume 3)》. W. W. Norton. ISBN 978-0-393-29250-3.
- Anderson, James S. (2015). 《Monotheism and Yahweh's Appropriation of Baal》 (PDF). Bloomsbury. ISBN 978-0-567-66396-2.
- Arnold, Clinton E. (1996). 《The Colossian Syncretism: The Interface Between Christianity and Folk Belief at Colossae》. Mohr Siebeck. ISBN 978-1-4982-1757-6.
- Bennett, Harold V. (2002). 《Injustice Made Legal: Deuteronomic Law and the Plight of Widows, Strangers, and Orphans in Ancient Israel》. Eerdmans. ISBN 978-0-8028-3909-1.
- Ben-Sasson, Hillel (2019). 《Understanding YHWH: The Name of God in Biblical, Rabbinic, and Medieval Jewish Thought》. Palgrave Macmillan Cham. ISBN 978-3-030-32312-7.
- Betz, Arnold Gottfried (2000). 〈Monotheism〉.   Freedman, David Noel; Myer, Allen C. 《Eerdmans Dictionary of the Bible》. Eerdmans. ISBN 978-90-5356-503-2.
- Betz, Hans Dieter (1996). 《The Greek Magical Papyri in Translation Including the Demonic Spells》 2판. University of Chicago Press. ISBN 978-0-226-04447-7.
- Campbell, Edward F. (2001). 〈A Land Divided: Judah and Israel from the Death of Solomon to the Fall of Samaria〉.   Coogan, Michael David. 《The Oxford History of the Biblical World》. Oxford University Press. ISBN 978-0-19-513937-2.
- Cohen, Shaye J. D. (1999). 〈The Temple and the Synagogue〉.   Finkelstein, Louis; Davies, W. D.; Horbury, William. 《The Cambridge History of Judaism: Volume 3, The Early Roman Period》. Cambridge University Press. ISBN 978-0-521-24377-3.
- Coogan, Michael D.; Brettler, Marc Zvi; Newsom, Carol Ann (2007). 〈Editors' Introduction〉.   Coogan, Michael David; Brettler, Marc Zvi; Newsom, Carol Ann. 《The New Oxford Annotated Bible with the Apocryphal/Deuterocanonical Books》. Oxford University Press. ISBN 978-0-19-528880-3.
- Cornell, Collin, 편집. (2021). 《Divine Doppelgängers: YHWH's Ancient Look-Alikes》. Penn State Press. ISBN 978-1-64602-093-5.
- Cross, Frank Moore (1973). 《Canaanite Myth and Hebrew Epic: Essays in the History of the Religion of Israel》. Harvard University Press. ISBN 0-674-09176-0.
- Davies, Philip R.; Rogerson, John (2005). 《The Old Testament World》. Westminster John Knox. ISBN 978-0-567-08488-0.
- Davies, Philip R. (2010). 〈Urban Religion and Rural Religion〉.   Stavrakopoulou, Francesca; Barton, John. 《Religious Diversity in Ancient Israel and Judah》. Continuum International Publishing Group. ISBN 978-0-567-03216-4.
- Day, John (2002). 《Yahweh and the Gods and Goddesses of Canaan》. 구약 연구 저널: 보충 시리즈 265. Sheffield Academic Press. ISBN 978-0-567-53783-6.
- Dever, William G. (2003). 〈Religion and Cult in the Levant〉.   Richard, Suzanne. 《Near Eastern Archaeology: A Reader》. Eisenbrauns. ISBN 978-1-57506-083-5.
- Dicou, Bert (1994). 《Edom, Israel's Brother and Antagonist: The Role of Edom in Biblical Prophecy and Story》. A&C Black. ISBN 978-1-85075-458-9.
- Edelman, Diana V. (1995). 〈Tracking Observance of the Aniconic Tradition〉.   Edelman, Diana Vikander. 《The Triumph of Elohim: From Yahwisms to Judaisms》. Peeters Publishers. ISBN 978-90-5356-503-2.
- Elior, Rachel (2006). 〈Early Forms of Jewish Mysticism〉.   Katz, Steven T. 《The Cambridge History of Judaism: The Late Roman-Rabbinic Period》. Cambridge University Press. ISBN 978-0-521-77248-8.
- Fleming, Daniel E. (2020). 《Yahweh before Israel: Glimpses of History in a Divine Name》. Cambridge University Press. ISBN 978-1-108-83507-7.
- Fleming, Daniel E. (2020b). 〈The Name YhwꜢ as a People: Reconsidering the Amorite Evidence〉.   Azzoni, Annalisa; Kleinerman, Alexandra; Knight, Douglas A.; Owen, David I. 《From Mari to Jerusalem and Back: Assyriological and Biblical Studies in Honor of Jack Murad Sasson》. Eisenbrauns. ISBN 978-1-57506-741-4.
- Geller, Stephen A. (2012). 〈Priests and Levites in the Hebrew Bible〉.   Alan T., Levenson. 《The Wiley-Blackwell History of Jews and Judaism》. Wiley-Blackwell. ISBN 978-1-118-23293-4.
- Gnuse, Robert Karl (1997). 《No Other Gods: Emergent Monotheism in Israel》. 구약 연구 저널: 보충 시리즈 241. Sheffield Academic Press. ISBN 978-0-567-37415-8.
- Golden, Jonathan Michael (2009). 《Ancient Canaan and Israel: An Introduction》. Oxford University Press. ISBN 978-0-19-537985-3. OCLC 261177290.
- Gorman, Frank H. Jr. (2000). 〈Feasts, Festivals〉.   Freedman, David Noel; Myers, Allen C. 《Eerdmans Dictionary of the Bible》. Amsterdam University Press. ISBN 978-1-57506-083-5.
- Grabbe, Lester (2007). 《Ancient Israel: What Do We Know and How Do We Know It?》. A&C Black. ISBN 978-0-567-03254-6.
- Hackett, Jo Ann (2001). 〈'There Was No King in Israel': The Era of the Judges〉.   Coogan, Michael David. 《The Oxford History of the Biblical World》. Oxford University Press. ISBN 978-0-19-513937-2.
- Hess, Richard S. (2007). 《Israelite Religions: An Archaeological and Biblical Survey》. Baker Academic. ISBN 978-0-8010-2717-8.
- Hess, Richard S. (2020). 〈Yahwistic Religion in the Assyrian and Babylonian Periods〉.   Kelle, Brad E.; Strawn, Brent A. 《The Oxford Handbook of the Historical Books of the Hebrew Bible》. Oxford University Press. 241–253쪽. ISBN 978-0-19-026116-0.
- King, Philip J.; Stager, Lawrence E. (2001). 《Life in Biblical Israel》. Westminster John Knox Press. ISBN 978-0-664-22148-5.
- Kitz, Anne Marie (2019). 《The Verb *yahway》. 《Journal of Biblical Literature》 138. 39–62쪽. doi:10.15699/jbl.1381.2019.508716. ISSN 0021-9231. JSTOR 10.15699/jbl.1381.2019.508716. S2CID 167075689.
- Langdon, Stephen Herbert (1931). 《The Mythology of All Races ... Semitic》 5. Boston.
- Leech, Kenneth (2002). 《Experiencing God: Theology as Spirituality》. Eugene, OR: Wipf and Stock Publishers. ISBN 978-1-57910-613-3.
- Lewis, Theodore J. (2020). 《The Origin and Character of God》. Oxford University Press. ISBN 978-0-19-007254-4.
- McDonough, Sean M. (1999). 《YHWH at Patmos: Rev. 1:4 in Its Hellenistic and Early Jewish Setting》. Wissenschaftliche Untersuchungen zum Neuen Testament 2. Reihe 107. Tübingen, Germany: Mohr Siebeck. ISBN 978-3-16-147055-4. ISSN 0340-9570.
- McKenzie, John L. (1990). 〈Aspects of Old Testament Thought〉.   Raymond E. Brown; Joseph A. Fitzmyer; Roland E. Murphy. 《The New Jerome Biblical Commentary》. New Jersey: Prentice Hall.  S.v. 77:17.
- Mettinger, Tryggve N.D. (2006). 〈A Conversation with My Critics: Cultic Image or Aniconism in the First Temple?〉.   Amit, Yaira; Naʼaman, Nadav. 《Essays on Ancient Israel in Its Near Eastern Context》. Eisenbrauns. ISBN 978-1-57506-128-3.
- MacDonald, Nathan (2007). 〈Aniconism in the Old Testament〉.   Gordon, R.P. 《The God of Israel》. Cambridge University Press. ISBN 978-0-521-87365-9.
- Miller, Patrick D. (2000). 《The Religion of Ancient Israel》. Westminster John Knox Press. ISBN 978-0-664-22145-4.
- Miller, James M.; Hayes, John H. (1986). 《A History of Ancient Israel and Judah》. Westminster John Knox Press. ISBN 978-0-664-21262-9.
- Miller II, Robert D. (2021). 《Yahweh: Origin of a Desert God》. Forschungen zur Religion und Literatur des Alten und Neuen Testaments 284. Vandenhoeck & Ruprecht. ISBN 978-3-647-54086-3.
- Niehr, Herbert (1995). 〈The Rise of YHWH in Judahite and Israelite Religion〉.   Edelman, Diana Vikander. 《The Triumph of Elohim: From Yahwisms to Judaisms》. Peeters Publishers. ISBN 978-90-5356-503-2.
- Parke-Taylor, G. H. (1975), 《Yahweh: The Divine Name in the Bible》, Wilfrid Laurier University Press, ISBN 978-0-88920-013-5
- 플루타르코스 (n.d.).  Goodwin, William Watson, 편집. 《향연록》. 번역 Creech, Thomas. Boston: Little, Brown & Co. (1874에 출판됨).
- Preuss, Horst (2008). 〈Yahweh〉.   Bromiley, Geoffrey William. 《The Encyclodedia of Christianity》 5. Eerdmans. ISBN 978-0-8028-2417-2.
- Rosenberg, Roy A. (1966). 《Yahweh Becomes King》. 《Journal of Biblical Literature》 85 (The Society of Biblical Literature). 297–307쪽. doi:10.2307/3264243. JSTOR 3264243.
- Schniedewind, William M. (2013). 《A Social History of Hebrew: Its Origins Through the Rabbinic Period》. Yale University Press. ISBN 978-0-300-17668-1.
- Scott, James M. (2015). 《Bacchius Iudaeus: A Denarius Commemorating Pompey's Victory over Judea》. Novum Testamentum et Orbis Antiquus 104. Göttingen: Vandenhoeck & Ruprecht. ISBN 978-3-525-54045-9.
- Shalomi Hen, Racheli (2021). 《Signs of YHWH, God of the Hebrews, in New Kingdom Egypt?》. 《Entangled Religions》 12. doi:10.46586/er.12.2021.9463. ISSN 2363-6696.
- Smith, Mark S. (2001). 《The Origins of Biblical Monotheism: Israel's Polytheistic Background and the Ugaritic Texts》. Oxford University Press. ISBN 978-0-19-516768-9.
- Smith, Mark S. (2002). 《The Early History of God: Yahweh and the Other Deities in Ancient Israel》 2판. Eerdmans. ISBN 978-0-8028-3972-5.
- Smith, Mark S. (2016). 〈Monotheism and the Redefinition of Divinity in Ancient Israel〉.   Niditch, Susan. 《The Wiley Blackwell Companion to Ancient Israel》. John Wiley & Sons. ISBN 978-0-470-65677-8.
- Smith, Mark S. (2017). 〈Proposals for the Original Profile of YHWH〉.   Van Oorschot, Jürgen; Witte, Markus. 《The Origins of Yahwism》. 구약 연구 저널 보충 시리즈. 데 그뤼터. doi:10.1515/9783110448221. ISBN 978-3-11-044711-8.
- Smith, Morton; Cohen, Shaye J. D. (1996a). 《Studies in the Cult of Yahweh: Volume One: Studies in Historical Method, Ancient Israel, Ancient Judaism》. Leiden, The Netherlands, New York, and Cologne: E. J. Brill. ISBN 978-90-04-10477-8.
- Smith, Morton; Cohen, Shaye J. D. (1996b). 《Studies in the Cult of Yahweh: Volume Two: New Testament, Christianity, and Magic》. Leiden, The Netherlands, New York, and Cologne: Brill. ISBN 978-90-04-10479-2.
- Sommer, Benjamin D. (2009). 《The Bodies of God and the World of Ancient Israel》. Cambridge University Press. ISBN 978-0-521-51872-7.
- Sperling, S. David (2017). 《Ve-Eileh Divrei David》. Brill. ISBN 978-90-04-34087-9.
- Stavrakopoulou, Francesca (2021). 《신: 해부》. Picador. ISBN 978-1-5098-6734-9.
- Tebes, Juan Manuel (2023). 《El extraño caso del dios Qos. ¿Por qué la deidad edomita/idumea no es mencionada en la Biblia?》. 《Revista Bíblica》 (스페인어) 85. 55–70쪽. doi:10.47182/rb.85.n1-2-2023349. ISSN 2683-7153.
- Van der Toorn, Karel (1995). 〈Ritual Resistance and Self-Assertion〉.   Platvoet, Jan. G.; Van der Toorn, Karel. 《Pluralism and Identity: Studies in Ritual Behaviour》. Brill. ISBN 978-90-04-10373-3.
- Van der Toorn, Karel (1999). 〈Yahweh〉.   Van der Toorn, Karel; Becking, Bob; Van der Horst, Pieter Willem. 《Dictionary of Deities and Demons in the Bible》. Eerdmans. ISBN 978-0-8028-2491-2.

## 더 읽어보기
- Amzallag, Nissim (June 2009). 《Yahweh, the Canaanite God of Metallurgy?》. 《Journal for the Study of the Old Testament》 33. 387–404쪽. doi:10.1177/0309089209105686. S2CID 171053999.
- Kelley, J. (2009). 《Toward a new synthesis of the god of Edom and Yaheweh》. 《Antiguo Oriente》 7 (Cuadernos del Centro de Estudios de Historia del Antiguo Oriente). hdl:123456789/7231.